# Рязанов Василь Георгійович
Василь Георгійович Ряза́нов (рос. Васи́лий Гео́ргиевич Ряза́нов; 25 січня 1901, Большоє Козіно  — 8 липня 1951, Київ) — радянський військовий діяч, двічі Герой Радянського Союзу (1944; 1945), гвардії генерал-лейтенант авіації. Депутат Верховної Ради УРСР 3-го скликання; кандидат у члени Центрального комітету Комуністичної партії України

## Біографія
Народився 12 [25] січня 1901 року в селі Большому Козіному (нині Балахнинський район Нижньогородської області, Росія)). Росіянин. У 1914 році закінчив 5 класів сільської школи, в 1916 році — 4 класи вищого початкового училища в місті Балахні. Служив на пошті при залізничній станції Рузаєвці, в 1917 році — на пошті в селищі Сормово (нині — в межі Нижнього Новгорода). У 1918 році працював на заводі «Червоне Сормово», потім — інструктором Балахнінського позашкільного відділу повіту народної освіти.
У Червоній армії з травня 1920 року. У 1920 році вступив в ряди РКП(б). До 1921 року — лектор-агітатор в Нижньгородському губернському військовому комісаріаті. У 1922 році закінчив робфак при Московському державному університеті, в 1924 році — Комуністичний університет імені Я. М. Свердлова. До 1925 року був інструктором політвідділу стрілецької дивізії в Московському військовому окрузі.
У 1926 році закінчив Борисоглебську військову авіаційну школу льотчиків, в 1927 році — Серпуховську вищу школу повітряної стрілянини і бомбометання. Був на льотній-інструкторській роботі в: 1927—1928 роках — у Ленінградській військовій авіаційній школі льотчиків-спостерігачів; у 1928—1929 роках — в Оренбурзькій військовій авіаційній школі льотчиків; у 1929—1930 роках — у Ленінградській військово-теоретичній школі Військово-повітряних сил; у 1930—1931 роках — в Одеській військовій авіаційній школі льотчиків; у 1931—1933 роках — у Московській школі спецслужб.
У 1930 році закінчив Курси удосконалення начальницького складу при Військово-повітряній академії імені Миколи Жуковского, в 1935 році — її оперативний факультет. Був командиром авіаційної бригади Військово-повітряної академії імені Миколи Жуковского. З 1936 року командував авіабригадою в Сибірському військовому окрузі. У квітні 1938 року репресований і звільнений з армії; був на викладацькій роботі у Військово-повітряній академії імені Миколи Жуковского.
Учасник радянсько-фінської війни 1939—1940 років. З 1940 року — начальник навчального відділу Військово-повітряної академії.
Учасник німецько-радянської війни: в червні—серпні 1941 року — заступник командувача ВПС 5-ї армії (Південно-Західний фронт);
у серпні—грудні 1941 року — начальник групи контролю Управління ВПС Південно-Західного фронту; в грудні 1941 — березні 1942 року — командир 76-ї змішаної авіаційної дивізії (Південний фронт); у квітні—липні 1942 року — командир маневреної авіагрупи Південно-Західного фронту; в липні—вересні 1942 року — командир 2-ї авіаційної армії Резерву Верховного Головнокомандування; з вересня 1942 року — командир 1-го (з лютого 1944 року — 1-го гвардійського) штурмового авіаційного корпусу. Частини під його командуванням воювали на Південно-Західному, Південному, Калінінському, Північно-Західному, Воронезькому, Степовому, 2-му Українському фронтах. Генерал-лейтенант авіації з 1943 року. На завершальному етапі війни частині його корпусу в складі 1-го Українського фронту брали участь у відвоюванні Західної України, визволенні Польщі, в Берлінській операції.
Після війни продовжував командувати корпусом. У 1947—1949 роках командувач 14-ї повітряної армії (Прикарпатський військовий округ). З 1949 року командував 69-ю повітряною армією (Київський військовий округ).

Надгробок Василя Рязанова

Жив у Києві. Помер 8 липня 1951 року. Похований в Києві на Лук'янівському військовому кладовищі.

## Відзнаки
Указом Президії Верховної Ради СРСР від 22 лютого 1944 року за високу майстерність в управлінні частинами корпусу в боях, вміло організацію взаємодії з наземними військами при форсуванні Дніпра і особистий героїзм генерал-лейтенанту авіації Рязанову присвоєно звання Героя Радянського Союзу із врученням ордена Леніна та медалі «Золота Зірка» (№ 1467).
Указом Президії Верховної Ради СРСР від 2 червня 1945 року за відмінності в боях на рубежі річки Вісла і при розгромі Ченстоховсько-Радомського угруповання супротивника гвардії генерал-лейтенант авіації Рязанов нагороджений другою медаллю «Золота Зірка» (№ 4 812).
Нагороджений двома орденами Леніна, трьома орденами Червоного Прапора, орденами Богдана Хмельницького 1-го ступеня, Суворова 2-го ступеня, Червоної Зірки, медалями, іноземними нагородами.

## Вшанування
| Погруддя в Большому Козіному. |
| Стела в Нижньому Новгороді.   |

- У 1953 році на батьківщині Героя (на вулиці Большешкольній) встановлено його погруддя;
- Школа селища Большого Козина носить його ім'я, в ній створений музей Василя Рязанова;
- Ім'ям Героя названі також середня школа в Києві та вулиці у Большому Козининому і в Балахні.
- В Нижньогородському кремлі в пам'ять про Героя встановлена стела.